# Krysokoll
Krysokoll eller  Krysokolla är ett vattenhaltigt kopparsilikat (Cu2-xAlx)H2-xSi2O5(OH)4·nH2O. Mineralet kan innehålla en mindre andel av grundämnet aluminium (x<1 i formeln).

## Etymologi och historia
Krysokolla är känd sedan antiken. Mineralnamnet är sammansatt av de grekiska orden χρυσός chrysos (guld) och κόλλα kolla (limma). Krysokolla har använts som hjälpmedel vid lödning av guldsmycken.
Ett gammalt namn var kiselmalakit.

## Egenskaper
Krysokolla är ett kryptokristallint mineral varför den ibland har betecknats som delvis amorf. Färgen är spanskgrön till blågrön med vitgröna streck. Krysokolla har ofta druv- eller njurlika yttre former.

## Användning
Krysokolla är på sina ställen en värdefull kopparmalm, bland annat i Arizona. Krysokolla har även använts som prydnadssten.

## Förekomst
Krysokolla är ett sekundärt mineral. Det förekommer i derpt eller tätt i koncentriska aggregat, mest skorpor eller stalaktiter. Krysokolla förekommer tillsammans med andra kopparmineral, i synnerhet malakit, av vilka krysokolla är en omvandningsprodukt.

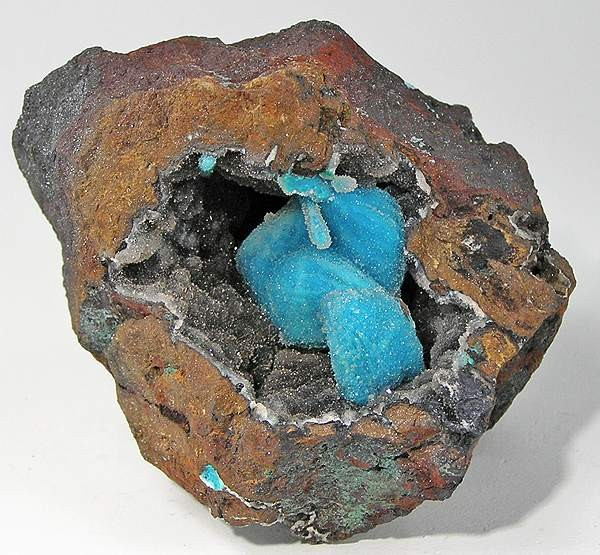
Krysokolla från Región de Atacama, Chile
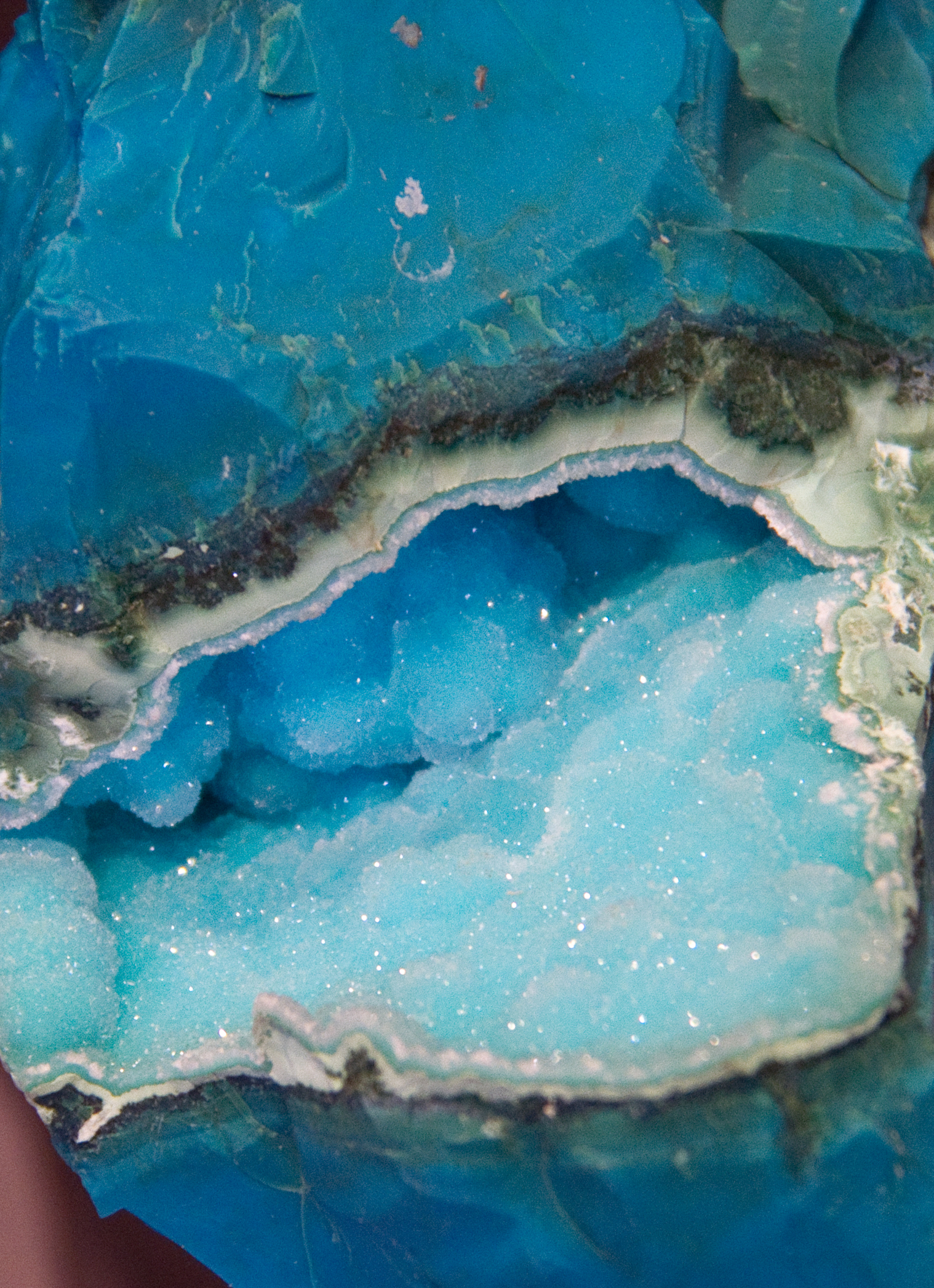
Krysokolla från Miami, Arizona.
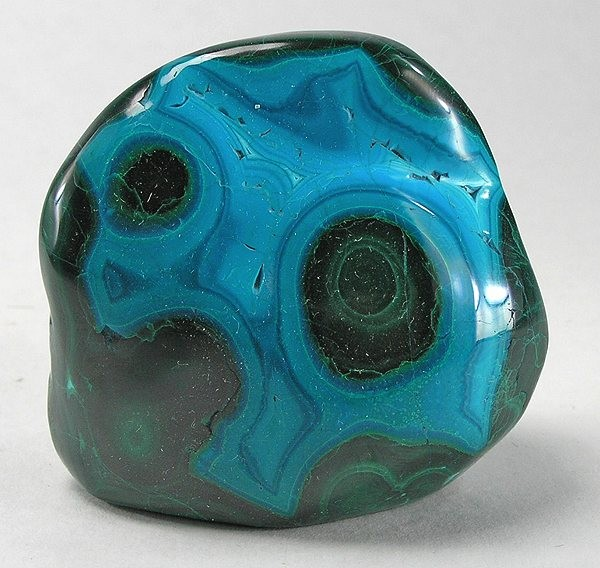
Krysokolla (blå) och malakit (mörkgrön) från Kamoto Principal Mine, Kolwezi, Katanga
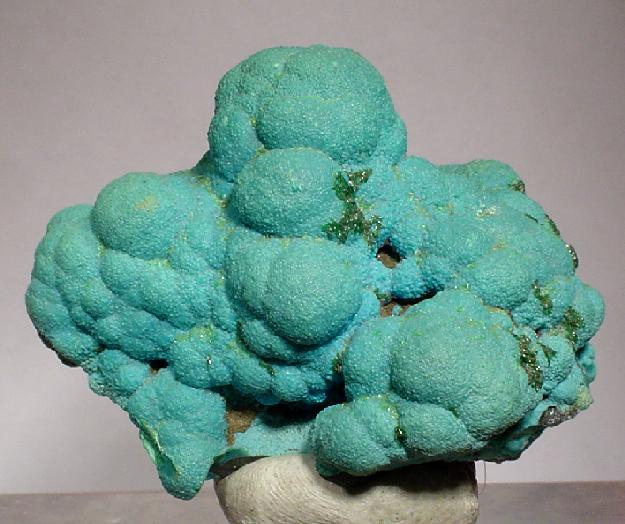
Krysokolla från Kalukuluku-gruvan, Lumumbasshi, Katanga